# Dario (James Bond)
Dario è un henchman del villain Franz Sanchez, antagonista del protagonista James Bond nel film 007 - Vendetta privata del 1989. È interpretato da un giovane Benicio del Toro agli inizi della sua carriera.

## Caratteristiche
Definito da Pam Bouvier come "un essere pericoloso", Dario è uno spietato sicario al servizio del ricco narcotrafficante Franz Sanchez. Quest'ultimo sembra essergli particolarmente affezionato e lo tratta quasi come un figlio. In passato fu espulso dai ranghi del Contras in Nicaragua a causa della sua eccessiva violenza. Psicopatico e fin troppo propenso all'uccisione, Dario è estremamente diffidente e sospettoso con tutti gli sconosciuti e la sua lealtà a Sanchez è totale.

## Film
Dario mostra fin dall'inizio la sua psicopatica personalità uccidendo l'amante di Lupe Lamora. Successivamente insieme ad un gruppo di uomini rapisce l'agente della CIA, Felix Leiter, che era stato l'artefice della cattura di Sanchez a Key West, facendolo poi mutilare da uno squalo che gli mangia una gamba. È inoltre il responsabile della morte di Della Leiter, la moglie di Felix, brutalmente stuprata e uccisa.
Con l'aiuto dell'agente della CIA, Pam Bouvier, Bond si mette personalmente in caccia di Sanchez e dei suoi uomini, deciso a vendicare l'amico Felix e a distruggere l'organizzazione del narcotrafficante. Dario e un altro scagnozzo si scontrano con Bond e Pam all'interno di un pub e tentano di uccidere i due agenti, ma falliscono.
Dario darà parecchio filo da torcere a 007, riuscito a infiltrarsi all'interno dell'organizzazione di Sanchez e a conquistarsi la fiducia del narcotrafficante. È lui a smascherare l'agente segreto e a neutralizzarlo. Mentre Sanchez e i suoi uomini fuggono dalla raffineria di droga, ormai prossima all'esplosione, Dario rimasto all'interno con Bond, tenta di scaraventare 007 all'interno di un grosso macinatore di droga. L'intervento tempestivo di Pam lo coglie di sorpresa, permettendo a Bond di farlo cadere nel macinatore.

## Altre apparizioni
Dario e Sanchez compaiono nel videogioco 007 Legends del 2012, durante i livelli di Vendetta privata (Missione 3).